# 路晔、路升墓
路晔、路升墓，位于中国河北省衡水市王同岳乡路同岳村，为衡水市饶阳县的一个省级文物保护单位，类型为古墓葬，公布时间为2001年2月7日。
路晔、路升墓的历史年代为明代。